# Eckert (kráter)
Eckert je malý impaktní kráter nacházející se v severní části Mare Crisium (Moře nepokojů) na přivrácené straně Měsíce. Má průměr 3 km, pojmenován je podle amerického astronoma Wallace Johna Eckerta.
Západně v blízkosti Eckerta se táhne vrása. Nejbližší pojmenované krátery jsou Peirce na západoseverozápadě a Picard na jihozápadě.